# Аверкиев, Константин Владимирович
Константин Владимирович Аверкиев (Кот) (2 июня 1927, Симферополь — 22 апреля 2023, Симферополь) — советский, украинский и российский спелеолог, краевед, исследователь крымских рек. Один из основателей Симферопольского клуба спелеологов. Первооткрыватель ряда пещер Крыма. При жизни его именем была названа Пещера Аверкиева (КН 547-2) на Долгоруковской яйле, первопроходителем которой он является.

## Биография
Родился 2 июня 1927 года в Симферополе. Юношество Константина пришлось на оккупацию Симферополя немцами.   

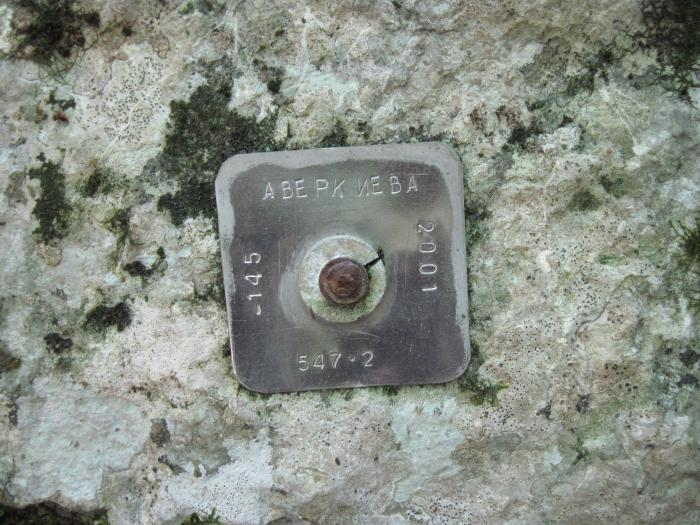
Кадастровый номер на шахте Аверкиева

Участник Великой Отечественной войны. 10 декабря 1944 года был призван в 17 лет, ефрейтор 945-го ОМСБОН, встретил победу в зенитных войсках под Будапештом. Награждён орденами и медалями.

Работал на разных предприятиях Симферополя, был инструктором по туризму, основное время с 1952 года посвящал спелеологии, по терминологии 1950-х был «пещерником». Сам Константин Владимирович рассказывал, что увлёкся спелеологией благодаря легендам об удивительном татарском разбойнике Алиме. 

Бездонный колодец, входная шахта 160 метров, пройдена Андреем Брунсом и Константином Аверкиевым в 1959 году.

Первым прошёл до глубины 60 м в 1957 году, а затем до 145 м в 1959 году карстовую шахту КН 547-2 на Долгоруковской яйле. Названа в 1960 году сотрудниками Крымской карстовой экспедиции его именем.
Профессор В. Н. Дублянский, в будущем корифей научной спелеологии СССР, так описывает их знакомство: «В марте 1958 г. я в очередной раз поднялся на Ай-Петри. У нас был гость, жилистый, подвижный человек. „Кот“, — представился он. Это был симферопольский турист и краевед Костя Аверкиев. Через час я стал (и остался на всю жизнь в кругу друзей) „Витом“. Я рассказал Косте о карсте, о нашей станции. А Костя поведал мне о пещерах Крыма и о „собственной“ шахте глубиной 60 м, которую в память своего депортированного друга-татарина он назвал Сеит-Вели-Хосар. Он даже пригласил меня спуститься в неё. „А я смогу?“, — робко спосил я. „Сможешь“, — уверенно заявил Костя, с опаской глянув на мою сутулую спину… Мы договорились, что в Симферополе Костя познакомит меня со своими друзьями, интересующимися пещерами».
С группой крымских спелеологов во главе с младшим научным сотрудником Института минеральных ресурсов Виктором Дублянским в 1958 году прошёл первый и второй сифоны Красной пещеры. До тех пор наши спелеологи никогда не плавали при температуре плюс восемь градусов, штурмовая группа во главе с Михаилом Ефремовым пронырнула сифоны.
Вместе с Андреем Брунсом были первыми в 1959 году, кто официально спустился в Бездонный колодец. Брунс шел первым, без страховки, за ним Аверкиев, они достигли глубины 160 метров (в настоящее время Бездонный колодец пройден на 195 метров).
В 1962 году участвовал в Первом Всесоюзном Слете спелеологов в Крыму.
В июле 2008 года на нижнем плато Чатыр-Дага, возле пещерного комплекса Эмине-Баир-Хосар, торжественно открывал Крымский спелеологический музей созданный при помощи центра спелеотуризма «Оникс-Тур». Очевидцы так оценили физическую форму 81-летнего спелеолога с 55-летним стажем: «.. во время экскурсии по оборудованному Баиру Кот, похоже, даже не обратил внимания на проблему преодоления нескольких сот ступенек, а кинь ему веревку — ещё полез бы по отвесной стене».
Участник съездов Украинской спелеологической ассоциации.
26 мая 2013 года у Красной пещеры в празднование 55-летия Симферопольского клуба спелеологов К. В. Аверкиев как старейшина крымской спелеологии открывал мемориальную доску В. Н. Дублянскому.
В 2014 году принял российское гражданство, продолжал вести активную общественную деятельность, был членом Совета ветеранов Центрального района города Симферополя.
Умер 22 апреля 2023 года, не дожив чуть больше месяца до 96 лет. Похоронен на кладбище Абдал.

## Награды[2]
- Орден Отечественной войны II степени (06.04.1985)
- Медали..